# کلم بیچم
کلم بیچم (انگلیسی: Clem Beauchamp؛ ‏ ۲۶ اوت ۱۸۹۸ – ۱۴ نوامبر ۱۹۹۲) بازیگر و کارگردان فیلم اهل ایالات متحده آمریکا بود.
از فیلم‌های او می‌توان به گوش کن لینا و پخمه، ولی جسور اشاره کرد.